# Emily Eden
Emily Eden, född 3 mars 1797, död 5 augusti 1869, var en engelsk författare. Hon var syster till George Eden, 1:e earl av Auckland, som var Brittiska Ostindiska Kompaniets generalguvernör i Indien 1836-1842. 
Emily Eden var dotter till William Eden, 1:e baron Auckland, och Eleanor Elliot. När hennes ogifte bror blev generalguvernör i Indien reste hon dit med sin syster Fanny och levde med honom under hans tid i ämbetet. 
Hon utgav senare en skildring av sin tid i Indien. Eden utgav också två populära romaner som har jämförts med den kvicka humorn hos Jane Austen, som Eden beundrade. Emily Eden hade en egen förmögenhet och behövde varken gifta sig eller skriva för att försörja sig. Hon skrev på grund av uppriktigt intresse, och hon valde att aldrig gifta sig.   

## Verk
- The Semi-Detached House (1859), roman
- The Semi-Attached Couple (1860), roman
- Up The Country: Letters Written to Her Sister from the Upper Provinces of India (1867), skildring